# Lissia luehderi
Lissia luehderi is een vlinder uit de familie van de dikkopjes (Hesperiidae). De soort is voor het eerst wetenschappelijk beschreven als Platingia luehderi door Carl Plötz in een publicatie uit 1879.

## Verspreiding
De soort komt voor in de vochtige bossen van Guinee, Sierra Leone, Liberia, Ivoorkust, Ghana, Nigeria, Kameroen, Congo-Kinshasa, Oeganda, Kenia en Tanzania.

## Ondersoorten
- Lissia luehderi luehderi (Plötz, 1879) (Guinee, Sierra Leone, Ivoorkust, Ghana, Nigeria, Kameroen, Congo-Kinshasa, West-Oeganda)
- Lissia luehderi laura (Evans, 1937) (Oeganda, Kenia, Tanzania)
  - = Caenides luehderi laura (Evans, 1937)
  - = Leona luehderi laura Evans, 1937